# Little John
Little John è l'amico fidato di Robin Hood nelle leggende popolari medievali.
Appare nelle prime ballate e racconti di Robin Hood. Nei primi racconti, Little John viene mostrato intelligente e molto capace. In Robin Hood's Death, è l'unico fra i compagni di Robin ad accompagnarlo. Nella ballata del XV secolo comunemente chiamata Robin Hood and the Monk, dopo essere stato trattato male da Robin, Little John se ne va arrabbiato, ma quando Robin viene catturato, è John a organizzare il suo salvataggio. Come ringraziamento, Robin offre a Little John il comando della banda, ma John rifiuta. Rappresentazioni successive lo ritraggono meno astuto rispetto alla sua incarnazione medievale.
Little John era anche una figura delle feste e delle commedie di Robin Hood durante il XV e il XVII secolo, in particolare in Scozia.

## Altri media

### Cinema

#### Versione Disney

Little John nella versione Disney

Little John compare nel film Disney Robin Hood del 1973.
Nonostante Little John sia un orso bruno dall'imponente taglia è dotato, oltre alla forza elevata tipica della sua specie, anche di un'agilità e di una rapidità di movimenti che gli danno grande vantaggio nel combattimento e nella fuga. Stando a fianco di Robin Hood che, a differenza di lui, è dotato di un carattere più impulsivo, John ha imparato ad essere anche molto prudente e saggio, facendosi venire dubbi circa la loro attività di fuorilegge e cercando di convincere l'amico a non esporsi a rischi e a situazioni pericolose. Little John è indispensabile per il successo di Robin grazie alla sua forza bruta e ai suoi buoni consigli. Nonostante la sua razionalità superiore a quella dell'amico, quando è necessario, John non esita ad agire in maniera impulsiva e spericolata (ad esempio quando Robin viene smascherato al torneo, dove arriva a puntare un pugnale alla schiena del principe Giovanni, per costringerlo a liberare l'amico e a battersi contro lo Sceriffo di Nottingham e le guardie reali). È inoltre un ottimo cantante, suonatore e ballerino: è proprio lui ad inventare la celebre canzone Giovanni Re Fasullo di Inghilterra, che riscuoterà grande successo tra gli abitanti del popolo di Nottingham.
Come l'amico Robin, anche Little John è decisamente abile nell'arte del travestimento, oltre ad essere un ottimo combattente.
Il personaggio è doppiato da Phil Harris nella versione originale e da Pino Locchi (voce) e Tony De Falco (canto) nella versione italiana. nel doppiaggio del finale alternativo del film (incluso nel Dvd) è doppiato da Fabrizio Pucci.

### Letteratura
Compare come spalla di Robin Hood nei due romanzi di Alexandre Dumas intitolati Robin Hood. Il principe dei ladri e Robin Hood il proscritto.